# کلودیو لوتیتو
کلودیو لوتیتو(متولد ۹ مه ۱۹۵۷ در رم) یک کارآفرین ایتالیایی است که از سال ۲۰۰۴ مالک و رئیس باشگاه فوتبال لاتزیو است. لوتیتو به دلیل سهمی که در رسوایی فوتبال ایتالیا در سال ۲۰۰۶ داشت، به مدت دو سال و نیم از فوتبال محروم شد.